# Nacho Gadano
Ignacio Gadano (General Roca, Río Negro; 11 de junio de 1965) conocido artísticamente como Nacho Gadano es un actor argentino.
Se formó como actor con Ricardo Bartis, Luis Rossini y Augusto Fernandes. También practicó el método Suzuki con Mónica Viñao y ganó una beca de la Fundación Antorchas en la Escuela del Teatro del Sur con Alberto Félix Alberto y estudios de canto con Mabel Moreno, Marisol Gómez Alarcón, Susana Rossi y Pool González. Vive en Buenos Aires desde 1983 y estudio abogacía en la UBA y Filosofía en el CAF

## Vida privada
Desde 1998 está en pareja con la actriz Andrea Bonelli.

## Trayectoria

### Cine
- 1989 - El acompañamiento Dir. Carlos Orgambide
- 1995 - Historia de desiertos (cortometraje) Dir. Germán Krall
- 2006 - Solos Dir. José Glusman
- 2008 - Ríos en el Tiempo Dir. Felipe Scilipoti
- 2011 - No fumar es un vicio como cualquier otro Dir. Sergio Bizzio
- 2012 - Amor a mares  Dir.  Ezequiel Crupnicof
- 2012 - La Cacería  Dir. Carlos Orgambide
- 2014 - Tiro de gracia Dir. Nicolás Lidijover
- 2014 - Fronteras (cortometraje) Dir.  Sabrina Farji
- 2015 - Alas de chapa Dir. Nahuel Arrieta  (cortometraje)
- 2015 - Deci que me queres Dir. Julia Bastanzo (cortometraje)
- 2015 - Te mataría - Videoclip de Isabel de Sebastián Dir. Adrián Caetano
- 2020 - Encontrados Dir. Diego Musiak
- 2024 - Nahir Dir. Hernán Guerschuny

## Película para televisión
- 2008 - Disculpen la Molestia Dir. Luca Manfredi

### Televisión
Sus roles siempre son antagónicos en las telenovelas que participa.
- 1995 - Amigovios - padre de Peggy
- 1996 - Alén, luz de luna - Martín.
- 1997 - Ricos y famosos - s/d.
- 1997 - Mía, solo Mía - Pedro Zamorano
- 1999 - Mamitas - Facundo
- 1999 - Vulnerables - Pedro.
- 1999 - Campeones de la vida - Chingolo.
- 2000 - Los buscas de siempre - Fernando Bedolla.
- 2001 - PH, propiedad horizontal - Marcelo.
- 2001 - Culpables - Víctor.
- 2002 - Son amores - Rafa.
- 2002 - Infieles - s/d.
- 2003 - Soy gitano - Dardo
- 2004 - Jesús, el heredero - Ramiro.
- 2004 - ¿Quién es el jefe? - s/d.
- 2005 - Conflictos en red - s/d.
- 2005 - Criminal - Alan
- 2006 - Alma Pirata - Gino Riganti
- 2007 - Amas de casa desesperadas (Brasil) - s/d.
- 2008 - Amas de casa desesperadas (Colombia) - s/d.
- 2008 - Socias - s/d.
- 2010 - Alguien que me quiera - Mauro Vega.[2][3]
- 2011 - Tiempo de pensar
- 2011 - Adictos - Mateo Viñals.
- 2012 - En terapia
- 2012 - Amores de historia
- 2013 - Historias de corazón
- 2013 - Mi amor, mi amor - Gerardo Valtierra Fernánde
- 2015 - Violetta - Nicolás Galán.
- 2015 - Conflictos modernos - Milver.
- 2016 - Por amarte así - Javier Ponce.
- 2018 - Mi hermano es un clon - Rafael.
- 2019 - Monzón - "El Turco".
- 2022 - Diario de un gigoló - Padilla.

### Publicidades
Tía María, Jockey Club (Luis Puenzo), Aceite Cocinero, Arroz Blue Patna, Cerveza Norte (Alfredo Stuart), VIC, Kolinos, Clear. 

### Teatro
- 2001 - Finlandia de Ricardo Monti Dir. Mónica Viñao
- 2003 - El libro de Ruth de Mario Diament Dir. Santiago Doria
- 2003/04 - La cuestión del deseo sobre Las Bacantes, Euripides Dir Marcelo Bertuccio
- 2004/05 - María de Buenos Aires de H.Ferrer y A.Piazzolla Dir. Horacio Pigozzi
- 2007 - Víctor Victoria  - Dir. Gustavo Zajak
- 2008 - Tres versiones de la vida de Yasmina Reza Dir. Luis Romero
- 2008 - Closer Dir. Marcelo Cosentino
- 2009 - Cash Dir. José M Muscari
- 2009 - Batalla de arroz en un ring para dos.[4] Dir. Alejandro Ullua
- 2010 - Parece mentira, un amor cantado.[5] Musical Dir. A. Bonelli y N.Gadano
- 2011 - Espantar lo oscuro.[6][7] Unipersonal Dir. Nacho Gadano
- 2011 - Don Arturo Illia.[8][9]  de Eduardo Rovner Dir. Héctor Giovinne
- 2011 - Arco del Triunfo de Pacho O'Donnell  Dir. D.Suárez Marzal
- 2012/13 - Adiós, Muñeca de Daniel Yermanos Dir. Eva Halac
- 2014 - A Electra le sienta bien el Luto de Eugene O' Neill Dir. Robert Sturua
- 2014 - Anda Jaleo sobre textos de F.García Lorca Dir. Susana Toscano
- 2014 - A lo mejor sería Feliz - Musical- textos de F.Pessoa Dir. Valeria Ambrosio
- 2015 - El Pimiento Verdi Musical fragmentos de opera Dir. Albert Boadella
- 2016 - La Tempestad de W. Shakespeare Dir Michal Znaniecki
- 2016- Medea en Manhattan de Dea Loher Dir Lia Jelin
- 2016- Dinner de Moira Buffini Dir. Valeria Ambrosio
- 2018- El casamiento Witold Gombrowicz Dir. Michal Znaniecki Teatro San Martin